# CountryBalls Heroes
CountryBalls Heroes — компьютерная игра в жанре пошаговой стратегии, вдохновлённая серией игр Heroes of Might and Magic и мемом Countryballs. Разработана польской студией Innominate Games. Выпущена 16 ноября 2021 года.

## Описание
CountryBalls Heroes берёт традиционный геймплей из серии Heroes of Might and Magic и переносит его в сеттинг персонажей жанра Countryballs — кантриболов (страношаров) с цветами флагов разных стран, и всем им предстоит выяснить, кто из них сильнее. Основной акцент создателей игры — едкая сатира, убедительные клише, приземлённые мемы и общая атмосфера безумия.
В CountryBalls Heroes игрокам рассказывается история о мире, где великое Зло уже близко, и где только герой может противостоять ему, запасшись слишком большим количеством водки. Игроки должны сражаться со своими противниками и победить их всех, собирая свои армии, развивая героев и собирая предметы снаряжения.
Вступительная анимация знакомит с предпосылкой игры. В ней показана осада крепости, где разные кантриболы сражаются друг с другом без видимой причины или исторического контекста — Польша руководит защитниками, а СССР ведёт атаку на захватчиков. В самый разгар битвы появляется высшее божество Габен, обладающее безграничной властью над деньгами. Он произносит своё могущественное заклинание, которое полностью меняет ход сражения.
| Системные требования | Системные требования | Системные требования |
| -------------------- | -------------------- | -------------------- |
|                      | Минимальные          | Рекомендуемые        |
| Windows              |                      |                      |
| ОС                   | Windows 7            | Windows 7 / 8 / 10   |
| ЦПУ                  | 2 GHz                | 3 GHz                |
| Объём ОЗУ            | 2 GB                 | 4 GB                 |
| Место на диске       | 5 GB                 | 5 GB                 |
| Видеокарта           | 512 Mb               | 1024 Mb              |

## Разработка и релиз
В июне 2019 года сообщалось, что студия Innominate Games готовит «6 игровых фракций, 12 героев, более 60 юнитов и магические мемы». По тогдашним данным Steam, игра должна была выйти в 2020 году.
В октябре 2020 года польская издательская группа Games Operators вынесла на Kickstarter CountryBalls Heroes студии Innominate Games, состоящей из 3 человек. Авторы поставили целью собрать около 12 тысяч долларов. На момент анонса сбора средств на Kickstarter игра была готова приблизительно на 50 %. Планировалось, что игра будет выпущена в первом квартале 2021 года. К концу ноября 2020 года разработчикам удалось собрать необходимую сумму.
Спустя время было сообщено, что CountryBalls Heroes выйдет в Steam в третьем квартале 2021 года. В июле 2021 года Innominate Games опубликовала трейлер игры, где была представлена окончательная дата выхода игры: 18 августа 2021 года. Однако команда Steam не успела вовремя проверить игру, которая уже несколько недель полностью готова, поэтому они рекомендовали изменить дату выпуска. При этом по правилам между назначением дат должно пройти не менее 21 дня, поэтому разработчики CountryBalls Heroes решили перенести премьеру до конца года. Чтобы вознаградить фанатов за терпение, студия решила предложить скидку 20 % вместо 15 %, как планировалось ранее.
В октябре 2021 года разработчики игры сообщили, что CountryBalls Heroes выйдет в следующем месяце. Также из-за политического подтекста игру, как намекнули сами разработчики, запретили в Китае. В новом трейлере сообщалась новая дата выхода: 16 ноября 2021 года. Этот был последний перенос выхода игры, и 16 ноября она действительно вышла.
В декабре 2021 года сообщалось, что в игре появится мультиплеер.

## Геймплей
Кантрибол, управляемый игроком, попадает на карту, где разбросаны ресурсы, замки, производства и толпы врагов. Персонаж может идти куда угодно, однако количество ходов на каждый день ограничено. Если исчерпан лимит ходов, то игрок может нажать на кнопку «Закончить ход». Герой бродит по территории, собирая древесину и деньги, находя усиливающие артефакты и захватывая шахты с ресурсами.
В игре также есть ратуши, где можно нанять солдат, при том эти солдаты не обязательно должны быть той национальности, которой является управляемый игроком персонаж. Например на территории китайцев могут находиться китайские кантриболы, стреляющие свитками с мудростями, в так называемых британских владениях могут быть расположены гвардейцы в фирменных головных уборах, а в заснеженных и холодных территориях могут находиться русские бойцы, которые, например, могут закидать врага оппонента бутылками водки.
Когда персонаж игрока вступает в бой с вражескими персонажами, он попадает на поле битвы, поделённое на шестиугольники. Параметры инициативы определяют, в какой очереди будут ходить юниты. Затем начнётся сражение, в ходе которого побеждает тот, кто первым убьёт все вражеские силы. В игре доступна функция автоматического боя, однако она часто приводит к плачевным для игрока потерям.
Чтобы одержать победу, игроку необходимо учитывать броню врагов, рассчитывать единицы урона, хорошо думать и делать обдуманный ход. Например, танк можно опрокинуть пружиной, однако существуют и более эффективные способы. При этом просто разгромить противника «пушечным мясом» часто не получается: в казарме возможно нанять только ограниченное количество войск.
На карте также возможно встретить укрепления, такие как замки и крепости. Если они уже кем-то заняты, игрок может начать атаку и захватить сооружение. Захваченный замок можно модернизировать и оставить на стенах внушительный гарнизон на случай, если кто-то решит нанести ответный удар.
Чтобы упростить бои, персонажа возможно прокачать. Игрок получает очки опыта за победы и успешные действия в боях. Каждый новый уровень позволяет увеличивать силу, повышать шанс пробития брони, улучшать критический удар и многое другое. Помимо прокачки кантрибола, игрок может получить экипировку. На характеристики персонажа также влияют оружие, броня, рюкзак. У каждой страны присутствует одинаковое дерево развития, однако особенности у каждой страны свои, например, у СССР есть перк, повышающий атаку на немцев.
Чтобы победить в CountryBalls Heroes, игроку предстоит детально исследовать карту, сражаться с другими странами, захватывать всё, необходимое для победы, увеличивать количество войск и прокачивать героя.

## Персонажи
Игра предлагает 7 уникальных фракций, более 90 типов юнитов (каждая фракция имеет свои юниты), более 30 героев и множество мемов и шуток, основанных на вселенной Countryballs и связанных с сатирическим изображением различных наций, включая Россию, США и другие, национальных стереотипов. Фракции возглавляют герои, такие как Моравецкийболл, Трампболл или даже Каратепутинболл, с уникальными заклинаниями, например персонаж Трамп может построить стену, а персонаж Габен — украсть все деньги из кошельков вражеских бойцов. Те, кто принимают участие в войнах, к примеру, угрожают Brexit, строят стены, размахивают вантузами, или ищут водку и радостно матерятся по-русски.
Мемы и шутки проявляются как в игре, так и в сюжете — например, Польша (Polandball), как всегда, «не может в космос», а Россия (Russiaball) не может жить без водки. Русские катаются на медведях, китайцы требуют уважать их экономику и ведут торговлю через AliExpress, американцы (в частности, Трамп) ненавидят мексиканцев, а СССР в шапке-ушанке обещает разорвать немцев на мелкие клочья.

## Режимы
CountryBalls Heroes имеет два режима: кампания и сценарии. Кампания предлагает 8 историй, посвящённые проблемам и целям разных стран. Например США отправляются с демократической миссией в те места, где их не ждут, а также ищут нефть в странах, где нет этой нефти, Великобритания грозит всем полным Brexit, Трамп хочет быть хозяином мира, а Польша разбирается со своими национальными комплексами. Сюжет за Польшу гласит, что та заказала посылку из Китая, но она не пришла, и поэтому Польша отправляется лично в Китай за своим заказом. По пути она встречает китайцев, которые сначала благодарят её за покупку, а потом требуют уважения к их экономике и объявляют войну.
Режим сценариев содержит 8 карт. Сами сценарии имеют свои уровни сложности, размеры карт и набор условий. Главное преимущество режима в том, что в него возможно играть вместе с другими реальными игроками — доступен как локальный мультиплеер, так и игра со случайными людьми по сети.

## Критика
Обозреватель словацкого портала Sector.sk, посвящённого видеоиграм, детально рассматривая игру, пишет следующий отзыв:
Разумеется, в анархическом мире CountryBalls Heroes нет штрафов за перемещение по труднопроходимой местности, а продолжительность вашего перемещения можно увеличить только с помощью артефактов. Жаль, что вы не можете увидеть. <...> Авторы допустили нелепые ошибки в размещении предметов, словно загородили их невидимыми преградами.
Создаётся впечатление, что на характеристики героя не влияет абсолютно ничего, кроме артефактов. <...> Когда эти несправедливые и упрощенные бои перестанут вас развлекать, вы, вероятно, прибегнете к Быстрому бою и просто будете ждать урона, рассчитанного ИИ. Однако быстрый бой на самом деле чистая лотерея. Однажды ИИ выдаст результат, где герой теряет один из сильнейших юнитов. Нажимаешь на Быстрый бой второй раз — и потерь нет. Вы можете просто нажимать, пока вам не понравится результат. И есть огромная разница между потерей самого сильного отряда и отсутствием потери вообще.
Тот факт, что игра не имеет автосохранения и даже не может перезаписать сохранённую позицию и всегда должна создавать новую, является лишь косметической деталью. <...> Русские гопники, немецкие инженеры, полицейские на овчарках, польские ремонтники, техасские ковбои — всё это стереотипы, прекрасно трансформированные в боевые единицы.